# Traffic Giant
Traffic Giant è un videogioco gestionale e di simulazione sul trasporto pubblico, sviluppato e pubblicato dalla società austriaca JoWooD Entertainment AG per Microsoft Windows. È stato distribuito dal 28 febbraio 2001. Il gioco ruota tutto attorno alla gestione di una rete di autobus, tram, treni leggeri e monorotaie in ambienti urbani in grafica 3D, popolati da migliaia di cittadini e veicoli simulati.
Il titolo segue la scia di altri gestionali come SimCity e Transport Tycoon, ma si differenzia per il fatto che qui si gestisce solo il trasporto pubblico, senza costruire edifici o strade: il giocatore deve progettare, migliorare e amminstrare la rete.

## Ambientazione
Anche se lo sviluppatore JoWooD Entertainment AG era già conosciuto in Germania e Austria, Traffic Giant si svolge sopratutto in scenari britannici. Le città presenti includono Vauxhall, Litchfield, Keele e Bath, scelte per dare varietà e un contesto urbano riconoscibile.
Ogni mappa ha zone residenziali, commerciali, industriali e ricreative, tutte collegate da strade che non si possono modificare, ma su cui bisogna adattare le linee di trasporto. Alcune includono fiumi, ponti o altri ostacoli che rendono più difficile pianificare.
Durante le missioni, la città è popolata da pedoni e veicoli indipendenti, ognuno con i propri spostamenti. Si può interpertare i dati sui cittadini per capire come si muovono e perché scelgono o meno il trasporto pubblico.

## Modalità di gioco
Traffic Giant offre due modalità principali:
- La modalità campagna ha scenari con obiettivi chiari: aumentare la copertura, guadagnare di più, attirare un certo numero di passeggeri o diventare leader in una zona della città[3]. Ogni missione ha limiti di tempo o vincoli di budget, e bisogna bilanciare spese e incassi[3].
- La modalità libera (Endless Game) toglie vincoli e obiettivi fissi, permettendo di espandere la rete a piacere e provare strategie diverse senza scadenze[3].

C’è anche una scelta di “ruolo”: si può essere un imprenditore privato puntato al profitto massimo, oppure un amministratore pubblico più attento a ridurre l’inquinamento e migliorare la vita dei cittadini.

## Meccaniche di gioco
La parte principale è pianificare la rete. Bisogna mettere fermate e stazioni nei punti giusti, con un sistema che mostra l’area coperta. Quando si crea un percorso chiuso, il gioco conferma che la linea è valida e permette di assegnare i mezzi. si possono comprare autobus, tram, monorotaie o treni a levitazione magnetica (mag-grav railroads), ognuno con costi e prestazioni diversi. I mezzi vanno organizzati per avere intervalli regolari e ridurre l’attesa.
I cittadini scelgono il mezzo in base a tempi e comodità: se l’autobus impiega troppo, useranno l’auto. Si può contrastare con pubblicità, biglietti gratis o migliorando il servizio. Il gioco mostra indicatori di popolarità, guadagni ecopertura, che cambiano in tempo reale e influenzano il successo.

## Aspetti tecnici
Il gioco richiede un Pentium II, 32 MB di RAM e circa 300 MB liberi. La visuale è isometrica con mappe animate. La grafica è colorata, anche se per alcuni poco originale. Gli effetti sonori ricreano l’atmosfera cittadina con rumori di veicoli, folla e altro, ma certe ripetizioni possono essere fastidiose. L’interfaccia è chiara, anche se manca un vero tutorial, costringendo a imparare sul manuale o provando direttamente. Alcune funzioni annunciate, come la pubblicità sui mezzi per avere guadagni extra, non sono state incluse nella versione finale.

## Accoglienza
Alla sua uscita, Traffic Giant ha avuto recensioni miste ma spesso positive. Alcuni hanno trovato il tema poco interessante, ma il gioco risulta più divertente del previsto per chi è appassionato di trasporto urbano. Tra i punti positivi: gestione profonda, realismo nelle reazioni dei cittadini, varietà di missioni e città ben riprodotte. Alcuni lo hanno visto anche come gioco educativo per la pianificazione urbana. Tra i limiti: curva di apprendimento alta, grafica non innovativa, mancanza di tutorial, meccaniche un po’ ripetitive e somiglianza con giochi precedenti come Transport Tycoon. Le valutazioni sono state variabili, con punte intorno all’8/10 da riviste di settore, ma punteggi medi su altre testate.